# 下卡图霍夫卡农村居民点
下卡图霍夫卡农村居民点（俄语：Нижнекатуховское сельское поселение）是俄罗斯联邦沃罗涅日州新乌斯曼区所属的一个农村居民点。其下辖有2个居民点，行政中心为下卡图霍夫卡。据2016年统计，该农村居民点的人口为789人。